# In li-tô lập thể micro bằng phương pháp chiếu
In li-tô lập thể micro bằng phương pháp chiếu  (PµSL) thích ứng với công nghệ in 3D để chế tạo vi mô. Công nghệ hiển thị vi kỹ thuật số cung cấp mặt nạ in li-tô lập thể động hoạt động như một mặt nạ quang học ảo. Kỹ thuật này cho phép quang trùng hợp nhanh của toàn bộ một lớp với một đèn flash tia cực tím chiếu sáng ở độ phân giải cỡ micro. Mặt nạ có thể điều khiển cường độ ánh sáng điểm ảnh riêng lẻ, cho phép kiểm soát các đặc tính vật liệu của cấu trúc được chế tạo với sự phân bố không gian mong muốn.
Vật liệu bao gồm polyme, hydrogel đáp ứng, polyme nhớ hình dạng và vật liệu sinh học.

## Quá trình
Mặt nạ động xác định chùm tia. Tia sáng tập trung vào bề mặt của một loại nhựa polymer có thể đông cứng được bằng tia UV thông qua một ống kính chiếu giúp giảm kích thước hình ảnh theo kích thước mong muốn. Khi một lớp được polyme hóa, sân khấu sẽ giảm chất nền theo độ dày lớp được xác định trước, và mặt nạ động sẽ hiển thị hình ảnh cho lớp tiếp theo ở trên cùng của lớp trước. Điều này tiến hành lặp đi lặp lại cho đến khi hoàn thành. Quá trình này có thể tạo độ dày lớp theo thứ tự 400 nm.
Đã đạt được độ phân giải ngang nhỏ hơn 2 µm và theo phương thẳng đứng dưới 1 µm, với kích thước các tính năng nhỏ hơn 1 µm. Quy trình có thể hoạt động ở nhiệt độ và môi trường xung quanh, mặc dù tăng nitơ giúp cải thiện quá trình trùng hợp. Tốc độ sản xuất 4 cu mm / giờ đã đạt được, tùy thuộc vào độ nhớt của nhựa.
Vật liệu có thể dễ dàng chuyển đổi trong quá trình chế tạo, cho phép tích hợp nhiều thành phần vật liệu trong một quy trình đơn lẻ.

## Ứng dụng
Ứng dụng bao gồm tạo khuôn mẫu, mạ điện hoặc (với phụ gia nhựa) các mặt hàng gốm, bao gồm lò phản ứng vi sinh để hỗ trợ tăng trưởng mô, ma trận micro cho phân phối và phát hiện thuốc và mạch tích hợp sinh hóa để mô phỏng hệ thống sinh học.